# 赤の宮殿
赤の宮殿 (イタリア語:Palazzo Rosso) とは、イタリア共和国リグーリア州のジェノバにある美術館。世界遺産にも登録されているガリバルディ通りに位置し、近隣の白の宮殿、トゥルシ宮とともにジェノバにおいて最も重要な美術館の一つとされている。

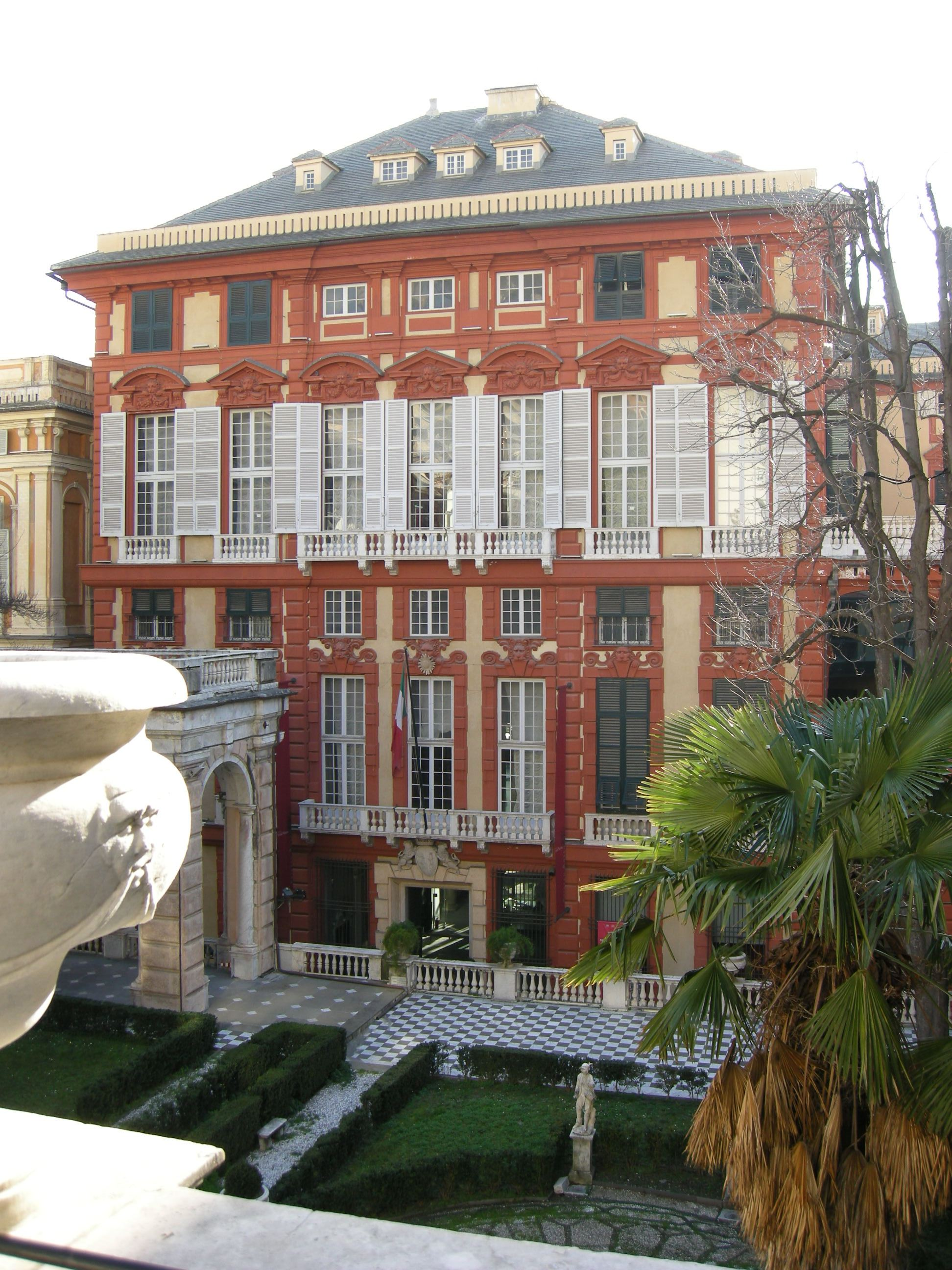
赤の宮殿の外観

赤の宮殿はピエトロ・アントニオ・コラーディという建築家により設計され、1671年から1677年の間に建設された。「赤の宮殿」という名称はファサードに使われている赤い石材に由来している。ブリニョーレ=サーレ家が1874年まで所有していたが、ガルリエーラ公爵夫人マリーア・ブリニョーレ・サーレ・デ・フェラーリが芸術の振興のためにジェノバ市に宮殿を寄付をし、それ以来ジェノバ市の所有となっている。現在は美術館として活用されている。
当初はガルリエーラ公爵夫人が所有していた肖像画などが大半を占めていたが、現在ではこれらに加えてアンソニー・ヴァン・ダイク、グイド・レーニ、パオロ・ヴェロネーゼ、グエルチーノ、グレゴリオ・デ・フェラーリ、アルブレヒト・デューラー、ベルナルド・ストロッツィ、マッティア・プレーティといった著名な芸術家の作品の収蔵されている。

## ギャラリー

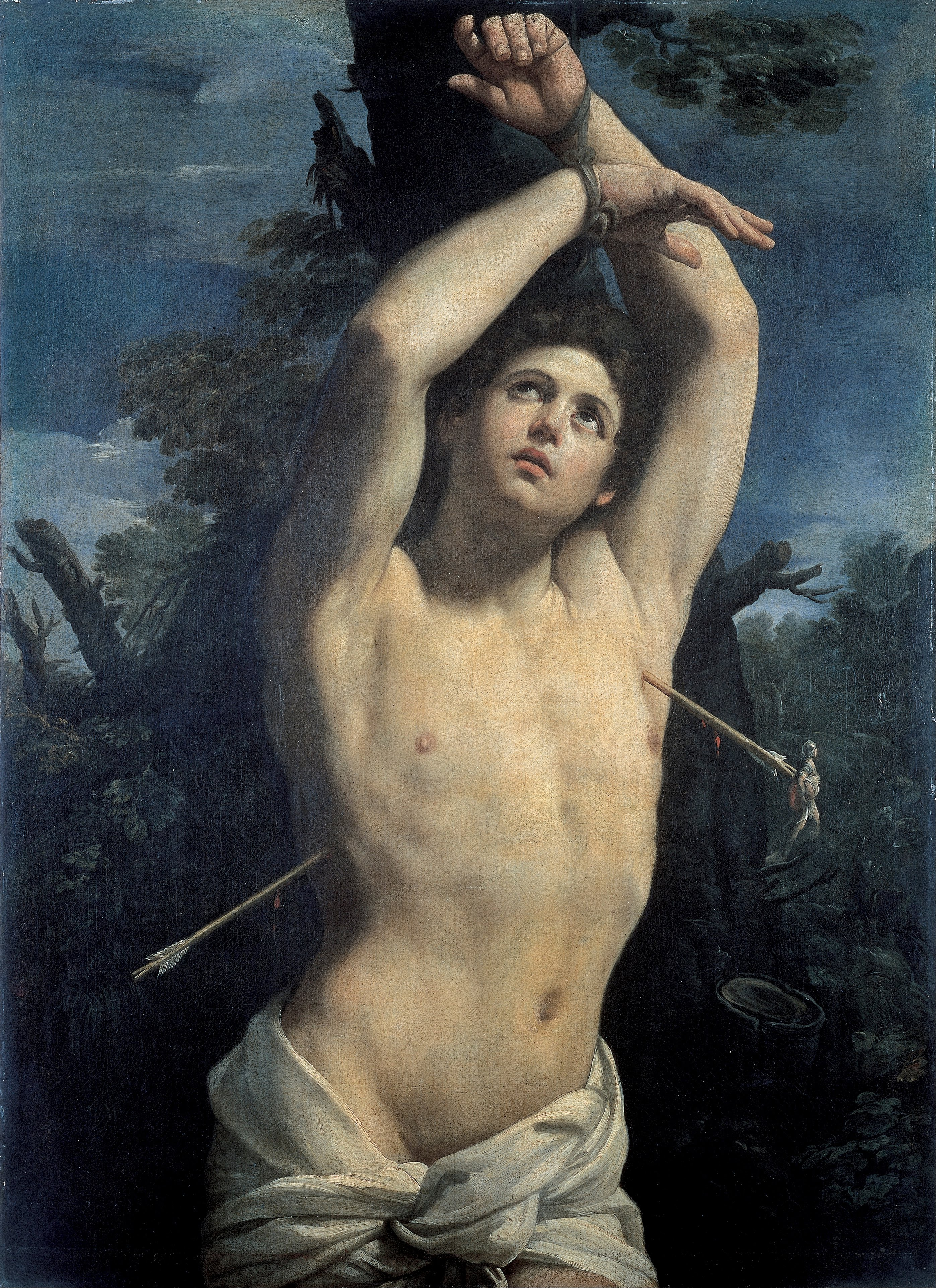
グイド・レーニ『聖セバスティアヌス』 (1615年ごろ)
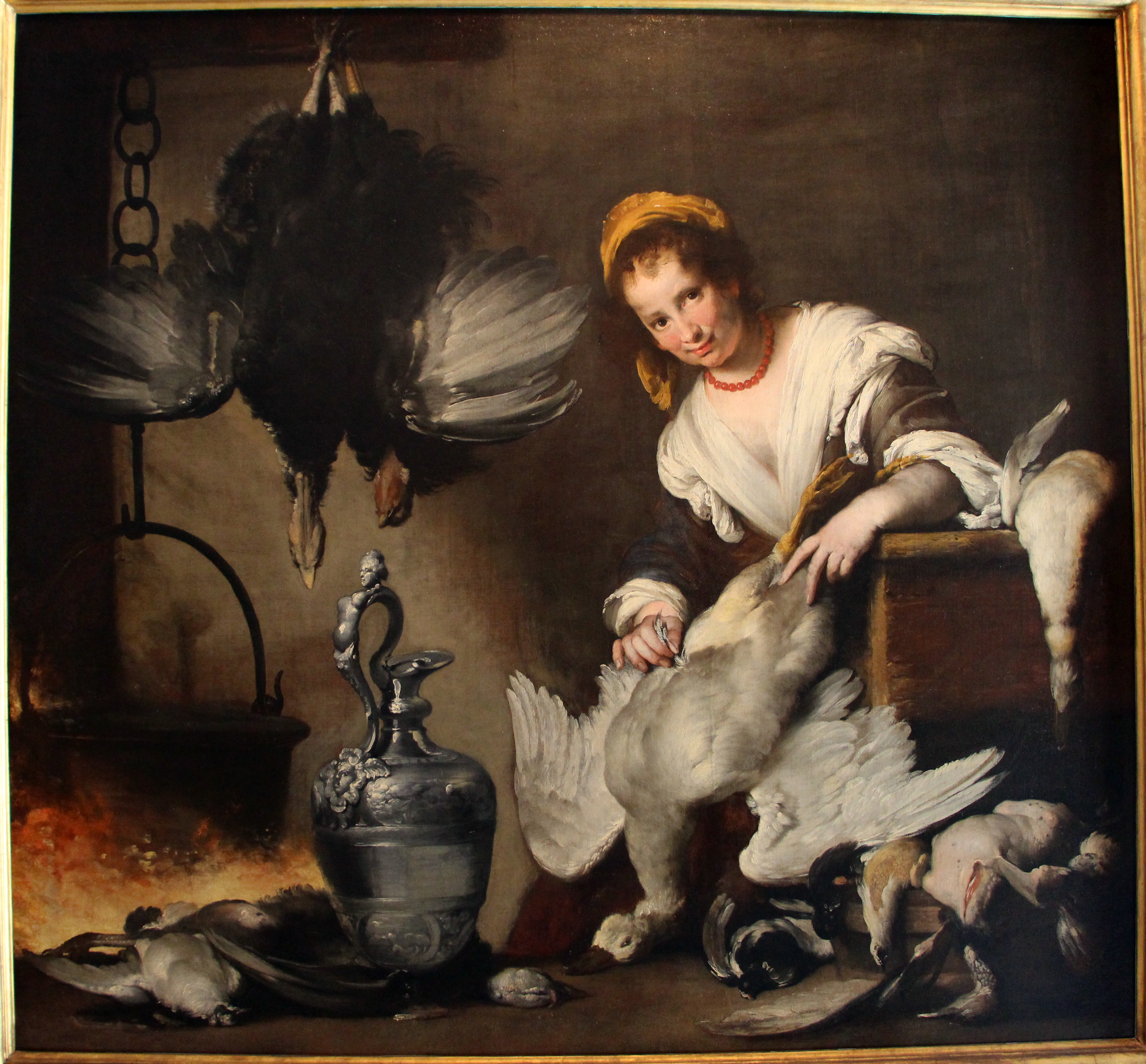
ベルナルド・ストロッツィ『料理をする女性』 (1625年頃)
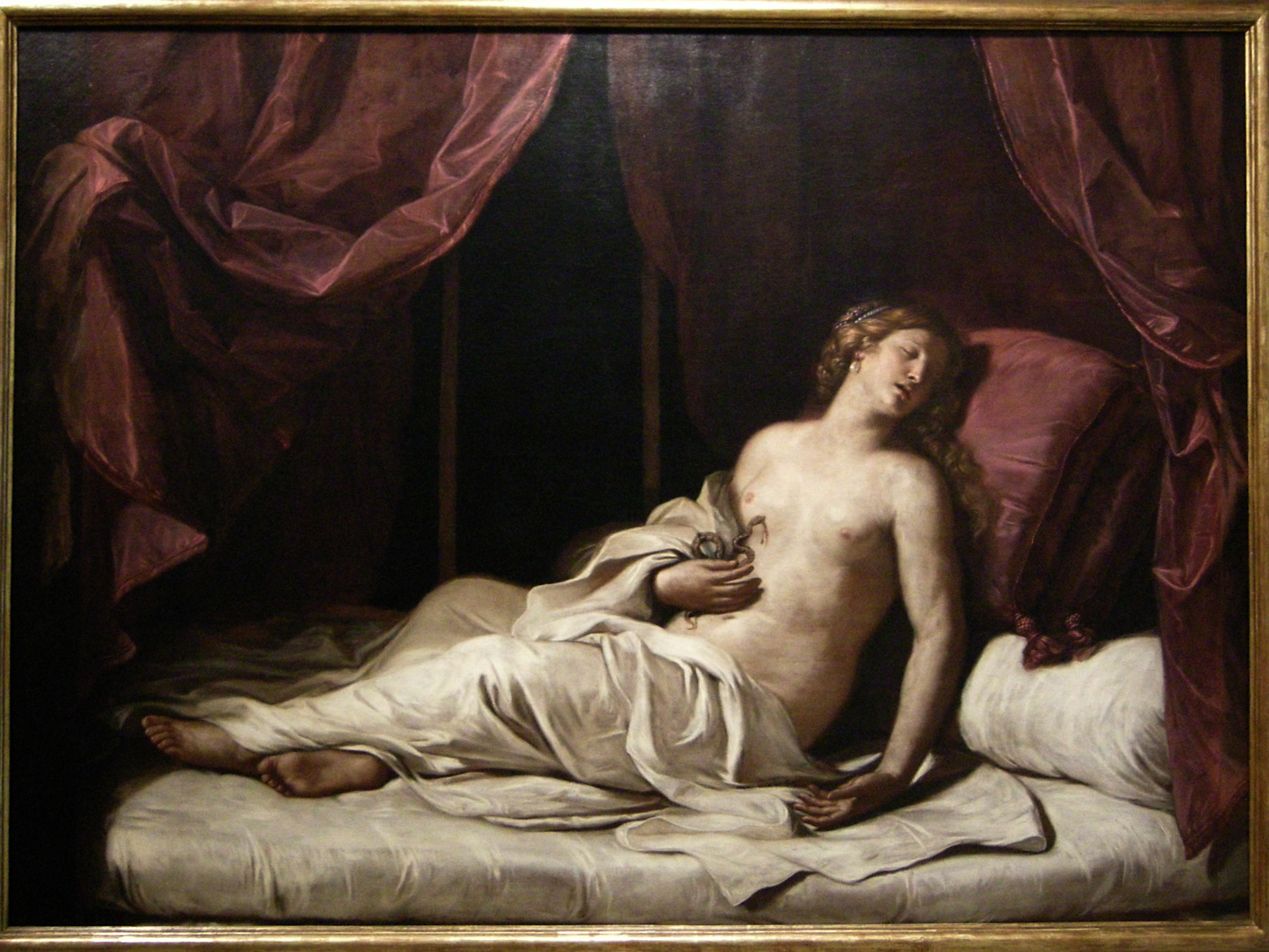
グエルチーノ『瀕死のクレオパトラ』 (1648年頃)